# Hala Elkoussy
Hala Elkoussy (Il Cairo, 1974) è un'artista egiziana.

## Biografia
Dopo un diploma di primo livello in economia e gestione aziendale, decide di perseguire il suo interesse per la fotografia. Dal 1998 lavora come fotografa e per supportare la sua pratica artistica ha lavorato come fotografa commerciale e stylist per la pubblicità. Nel 2002 si diploma in Immagine e Comunicazione al Goldsmiths College di Londra e tra il 2002 e il 2003 insegna fotografia all'American University de Il Cairo.
Nel 2003 partecipa all'organizzazione della seconda edizione di PhotoCairo, primo festival in Egitto dedicato alla fotografia. 
Nel 2005 fonda con altri artisti e fotografi il CIC, Contemporary Image Collective un'organizzazione indipendente senza scopo di lucro.
Il suo lavoro scava nell'intimità e nei lati più trascurati della vita comune per evidenziare le dinamiche di fondo che si sviluppano all'interno di quella complessa struttura urbana che è Il Cairo.

## Mostre

### Mostre personali
- 2010 “First Story: the Mount of Forgetfulness”, Townhouse Gallery for Contemporary Art, Cairo, Egitto
- 2009 Göteborg Konsthall, Göteborg, Svezia
- 2006 “Peripheral (and Other Stories)”, Stedelijk Museum Bureau Amsterdam, Amsterdam, Paesi Bassi
- 2005 “Peripheral”, Townhouse Gallery for Contemporary Art, Il Cairo, Egitto
- 2003 “Magda & Nevine: Two women from Egypt”, Sakakini Art Centre, Ramallah, Palestina

### Mostre collettive

#### 2010
- “Monumentalism”, Stedelijk Museum, Amsterdam, Paesi Bassi
- “Afropolis”, Rautenstrauch-Joest-Museum, Colonia, Germania
- “Abraaj Capital Prize Winners, Museum of Art & Design, New York, Stati Uniti
- “Home/Land”, Edinburgh College of Art, Inghilterra

#### 2009
- “Disorientation II”, Abu Dhabi, Emirati Arabi Uniti
- “Uncovering the Body”, Mawlawi Theatre, Il Cairo, Egitto
- Maghreb Connection, Bamako Biennial, Bamako, Mali
- Sharjah Biennial, Sharjah, Emirati Arabi Uniti
- “Looking Inside Out”, Kunsternes Hus, Oslo, Norvegia
- “Traum und Wirklichkeit. Zeitgenössische Kunst aus dem Nahen Osten”, Zentrum Paul Klee, Berna,
- “Africaines”, Pan African Festival, Algeri, Algeria

#### 2008
- PhotoCairo 4, the long short cut, Townhouse Gallery, Il Cairo
- Cairoscape, Photo Festival, Atene, Grecia
- “Snap Judgements”, Stedelijk Museum, Amsterdam, Paesi Bassi
- “Cairoscape”, Kunsthaus Bethanien, Berlino
- “The Gates of the Mediterrenean”, Rivoli, Italia
- “Maghreb Connection”, Ecole Superieure des Beaux Arts, Le Mans, Francia
- “Snap Judgments: New Positions in Contemporary African Photography”, Brooks Museum of Art, Memphis,
- “Geopolitics of the Animation”, MARCO Museo de Arte Contemporánea de Vigo, Vigo, Spagna

#### 2007
- Port City, on Mobility and Exchange, Arnolfini, Bristol, Inghilterra
- Port City - John Hansard Gallery, Southampton (Inghilterra)
- Focus Agypten, Past/Present, Kunstverein Hildesheim, Germania
- Alles Klar Salzburger Kunstverein, Austria
- “Geopolíticas de la animación “- Centro Andaluz de Arte Contemporáneo (CAAC), Siviglia
- “Geopoetics. Video as a document of place”, Centre Jose Guerrero de Granada, Spagna
- “Global Cities”, Tate Modern, Londra
- “Out of Place”, Sfeir Semler Gallery, Amburgo
- “Out of Place”, Sfeir Semler Gallery, Beirut, Libano
- “Nazar”, National Museum Singapore, Singapore
- “Maghreb Connection”, Centre D'Art Contemporain, Ginevra, Svizzera
- “Urban Reviews”, Townhouse Gallery, Il Cairo, Egitto
- “Snap Judgments”, Museo Tamayo, Città del Messico, Messico

#### 2006
- Krognos House”, Malmö, Svezia
- 1st Biennial of Art & Architecture, Isole Canarie, Spagna
- “Rijksakademie at Parts” Parts, Xiamen City, Cina
- ”Coding, Decoding”, Nikolaj Contemporary Art Center, Copenhagen, Danimarca
- “Snap Judgments: New Positions in Contemporary African Photography”, International Center of Photography, New York (NY), US and Miami Art Central (Florida)
- “Personae & Scenarios. The new African photography” Brancolini Grimaldi arte contemporanea, Roma, Italia
- “Nazar”, Q arts Gallery, Derby, Inghilterra

#### 2005
- “Billytown”, Rijswijk, Olanda
- “Hotspots 05” Sammlung Essl, Vienna, Austria
- “Mediterrenean Encounters”, Messina, Italia
- “Relocated Identities: Overexposure”Public Space With A Roof, Amsterdam, Paesi Bassi
- “Starving Images”, Regione Autonoma Valle D'Aosta, Italia
- “Actual Position”, Townhouse Gallery for Contemporary Art, Il Cairo, Egitto
- “Open Ateliers”, Rijksakademie van beeldende kunsten, Amsterdam, Paesi Bassi
- “Istanbul”, 9th International Istanbul Biennial, Istanbul, Turchia
- “Toys “, Townhouse Gallery, Il Cairo

#### 2004
- “Rites Profanes, Rites Sacrés”, Kornhausforum, Berna, Svizzera
- Noorderlicht, Groningen, Olanda
- “5eme Rencontre de la Photographie Africaine”, Centre de Cultura Contemporania de Barcelona, Barcellona, Spagna
- “In a furnished flat”, site specific project; curated by Hala Elkoussy , Il Cairo, Egitto
- 6th Dak'Art Biennial, Dakar, Senegal

#### 2003
- “PhotoCairo”, Townhouse Gallery for Contemporary Art, Il Cairo, Egitto
- Rencontre de la Photographie Africaine, Bamako, Mali
- Mashrabia Gallery, Il Cairo, Egitto
- “Orient Okzident. Frauen Perspectiven”, Karlsruhe e Berlino, Germania

#### 2002
- “CMYK”, Menier Gallery, Londra, Inghilterra
- SoviArt Centre, Londra, Inghilterra
- “Videotheque 2” St. Ives, Inghilterra

#### 2001
- Al Nitaq Art Festival, Il Cairo, Egitto
- Tikkun Library, Milano, Italia

#### 2000
- “Local Hero 1, the Breadman”, Al Nitaq Art Festival, Il Cairo, Egitto

## Residenze
- 2008 Bijlmair, residenza all'Amsterdam South East, gestito dal Centrum Beeldende Kunsten Zuidoost e dallo Stedelijk Museum Bureau, Amsterdam
- 2005-2006, Rijksakademie van beeldende kunsten/Dutch Ministry of Education, Culture and Science
- 2003 artists in residence, Aarau, Svizzera, patrocinato da Pro-Helvetia 2003

## Film/video screenings

### 2011
- Mount of Forgetfulness, Official Selection, Rotterdam Film Festival, Olanda

### 2009
- Spotlight on Iranian & Arab Photography, Paris Photo, Parigi, Francia

### 2008
- e-flux Video Rental - Centro de Arte Moderna José de Azeredo Perdigão - Fundação Calouste Gulbenkian, Lisbona
- Land of the Human Rights at the Limits of the Thinkable - Emil Filla Gallery, Ústí nad Labem
- Land of Human Rights, Rotor, Graz, Austria

### 2007
- 100 Tage 100 Videos - Kunstforeningen GL Strand, Copenhagen
- e-flux Video Rental - Centre culturel Suisse, Parigi
- e-flux video rental - Carpenter Center for the Visual Arts, Cambridge, Stati Uniti

### 2006
- 100 days=100 videos, Heidelberger Kunstverein, Heidelberg, Germania
- The Images Festival of Independent Film and Video, Toronto, Canada
- International Short Film Festival, Oberhausen, Germania
- e-Flux Video Rental - Arthouse at the Jones Center - Contemporary Art for Texas, Austin, Stati Uniti

### 2005
- “Peripheral Stories”, Ikon Gallery, Birmingham, UK, Inghilterra
- “Peripheral Stories” Good TV, Stockholm, Svezia
- “Peripheral Stories”, Einstein Forum, Potsdam, Germania
- “Home Works III: A Forum on Cultural Practices”, Beirut, Libano

### 2003
- Random-ize Video Festival, Beijing, Cina

## Opere di Elkoussy nelle collezioni/ commissioni
- 2010 “First Story:Mount of Forgetfulness”, Collection of Stedelijk Museum, Amsterdam
- 2010 “On red nails, palm trees & other icons, take 2”, Al-Archief, Collection of Tate Modern
- 2009 “Peripheral”, Collection of Bristol's City Museum & Art Gallery, Inghilterra
- 2006 Commission for limited edition print by Volkswagenstiftung, DE, catalogue: “Entangled: Approaching Contemporary Artists from Africa”

## Pubblicazioni

### 2006
- Ciel Variable, “Peripheral and (Other) Stories”, Michele Cohen Hadria
- Dagens Nyhete, “Mellanöstern med saklig mystik”, Dan Jönsson
- Nieuwsbrief Stedelijk Museum Bureau Amsterdam, “Peripheral and other stories”, Clare Davies, Jelle Bouwhuis
- de Volkskrant, “Dramatische lucht geeft Caïro allure”, Sacha Bronwasser

### 2005
- Bidoun, arts and culture from the Middle East, “Hala Elkoussy. Peripheral”, Negar Azimi
- Trouw, “Kunstenaars krijgen ruimte op de open ateliers van Rijksakademie”, Sandra Spijkerman

### 2004
- Vrij Nederland, “Kijk, dit zijn wij óók”, Sacha Bronwasser